# Ian Banbury
Ian A. Banbury (Hemel Hempstead, 27 de novembro de 1975) é um ex-ciclista britânico.
Banbury competiu representando o Reino Unido nos Jogos Olímpicos de 1976, em Montreal, onde conquistou a medalha de bronze na prova de perseguição por equipes (4 000 m).